# Blatno u Podbořan
Blatno, früher Blatno u Jesenice, (deutsch Pladen), ist eine Gemeinde in Tschechien. Sie liegt 24 Kilometer westlich von Rakovník im Rakonitzer Bergland und gehört zum Okres Louny.

## Geographie
Blatno befindet sich in der Hügellandschaft des Rakonitzer Berglandes. Nördlich des Ortsteils Malměřice verläuft die Europastraße 48 / Staatsstraße 6 zwischen Nové Strašecí und Bochov. In Blatno kreuzen sich die Eisenbahnstrecken Plzeň–Žatec–Obrnice und Rakovník–Bečov nad Teplou. Östlich des Dorfes liegt der große Teich Blatno, der ebenso wie der Velečínský rybník im Südosten Bewässerungszwecken dient.
Nachbarorte sind Malměřice im Norden, Stebno im Nordosten, Krty im Osten, Velečín und Pastuchovice im Süden, Tis u Blatna im Westen sowie Ležky im Nordwesten.

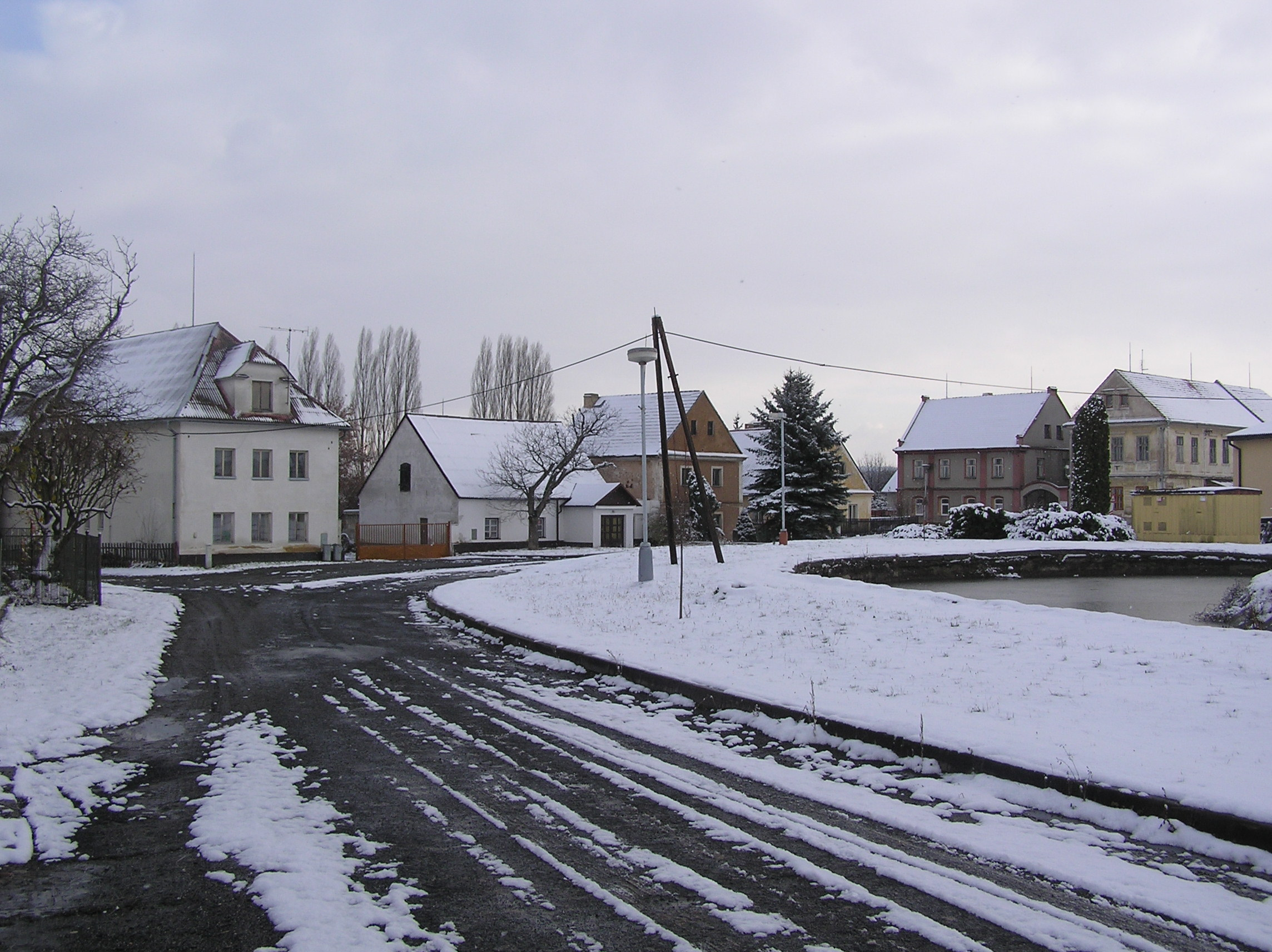
Ortsmitte von Blatno

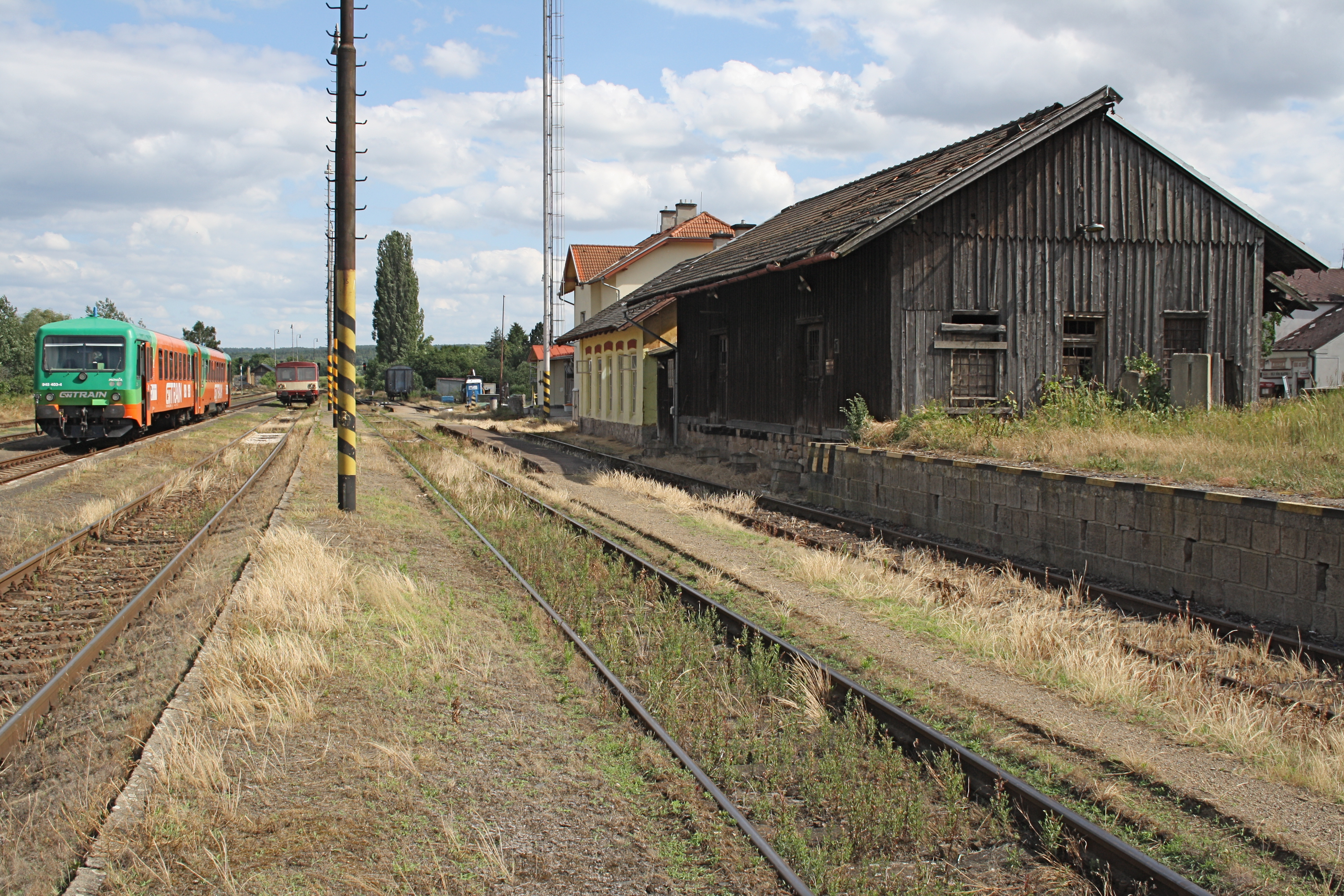
Bahnhof

## Geschichte
Blatno wurde im Jahre 1253 erstmals urkundlich erwähnt, als Agnes von Böhmen den Ort zusammen mit Tis u Blatna und Balková den Kreuzherren mit dem Roten Stern stiftete. In Blatno entstand ein Kloster, von dem aus die Dörfer Pastuchovice, Velečín, Ostrovec, Žďár und Krty gegründet wurden. Über das Kloster stammen die letzten Nachrichten aus dem Jahre 1406 und während der Hussitenkriege wurde es zerstört.
1420 überließ König Sigismund Blatno und Tis für treue Dienste an seinen Gefolgsmann und Herrn auf Rabštejn, Jan Caltov aus Kamenná Hora. Im 16. und 17. Jahrhundert erfolgten mehrere Besitzerwechsel und Blatno gehörte den Geschlechtern von Guttenstein, Schlick, Schwanberg, Kolowrat von Liebstein und Chotek von Chotkow. Nach der Schlacht am Weißen Berg verlor Jiří Chotek seinen Besitz und Ferdinand I. verkaufte 1622 Blatno an Hermann Czernin von Chudenitz, der den Ort der Herrschaft Petersburg zuschlug.
Am Mlýnský vrch (Schlachtberg) kam es am 26. April 1680 zu Kämpfen zwischen aufständischen Untertanen und kaiserlichen Truppen, bei denen 50 der Rebellen fielen und weitere 50 verletzt wurden.
Bis zur Aufhebung der Patrimonialherrschaften im Jahre 1848 blieb Blatno den Czernin von Chudenitz auf Petersburg untertänig und wurde dann zur selbständigen Gemeinde.
Nach dem Münchner Abkommen wurde der Ort dem Deutschen Reich zugeschlagen und gehörte bis 1945 zum Landkreis Podersam.

## Gemeindegliederung
Die Gemeinde Blatno besteht aus den Ortsteilen Blatno (Pladen) und Malměřice (Alberitz), die zugleich auch Katastralbezirke bilden.

## Sehenswürdigkeiten
- Barocke Kirche St. Michael, seit 1357 nachweisbar
- Statue der Hl. Immaculata
- Gotisches Klosterportal im Keller des Hauses Nr. 10
- Kirche in Malměřice

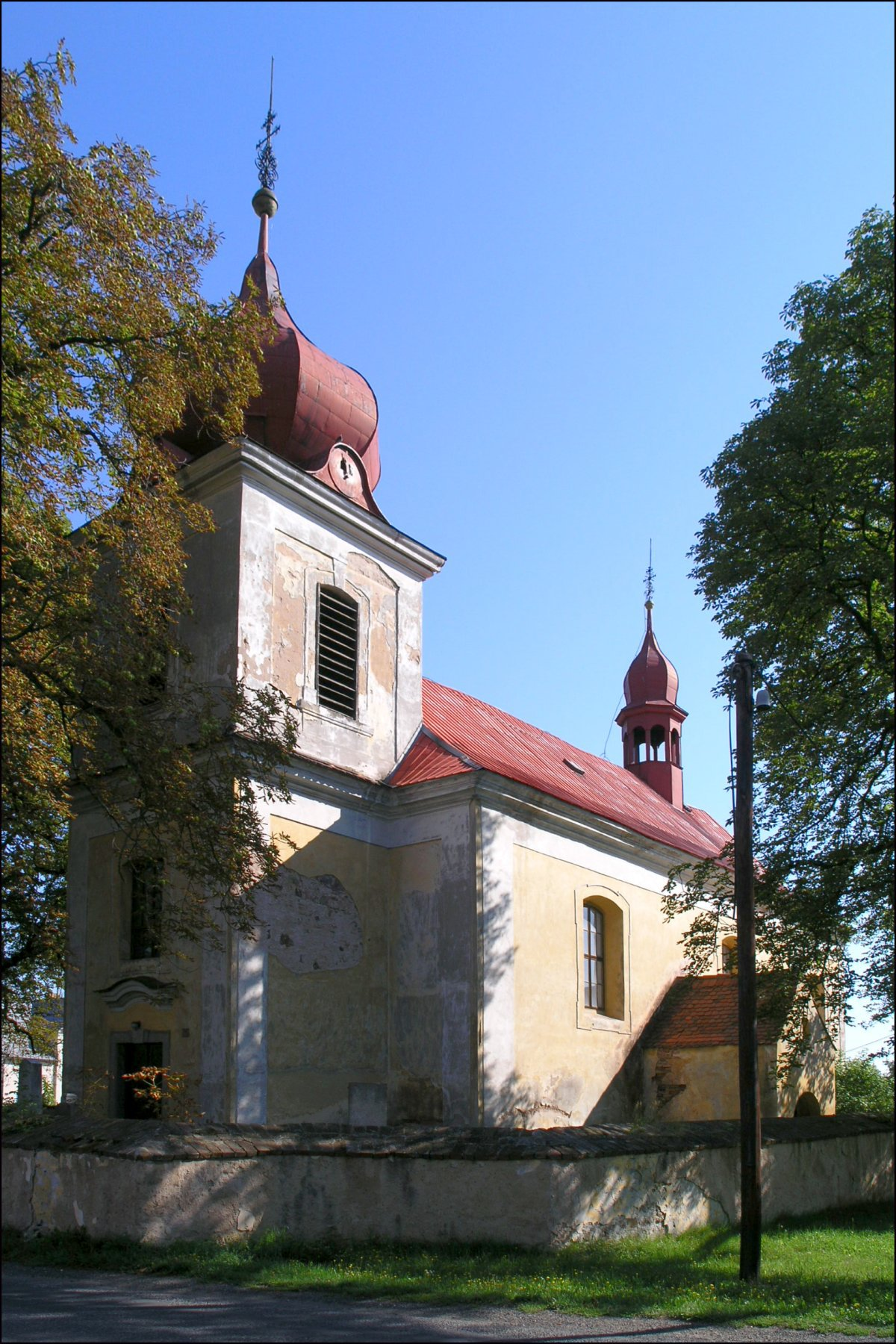
St. Michael-Kirche
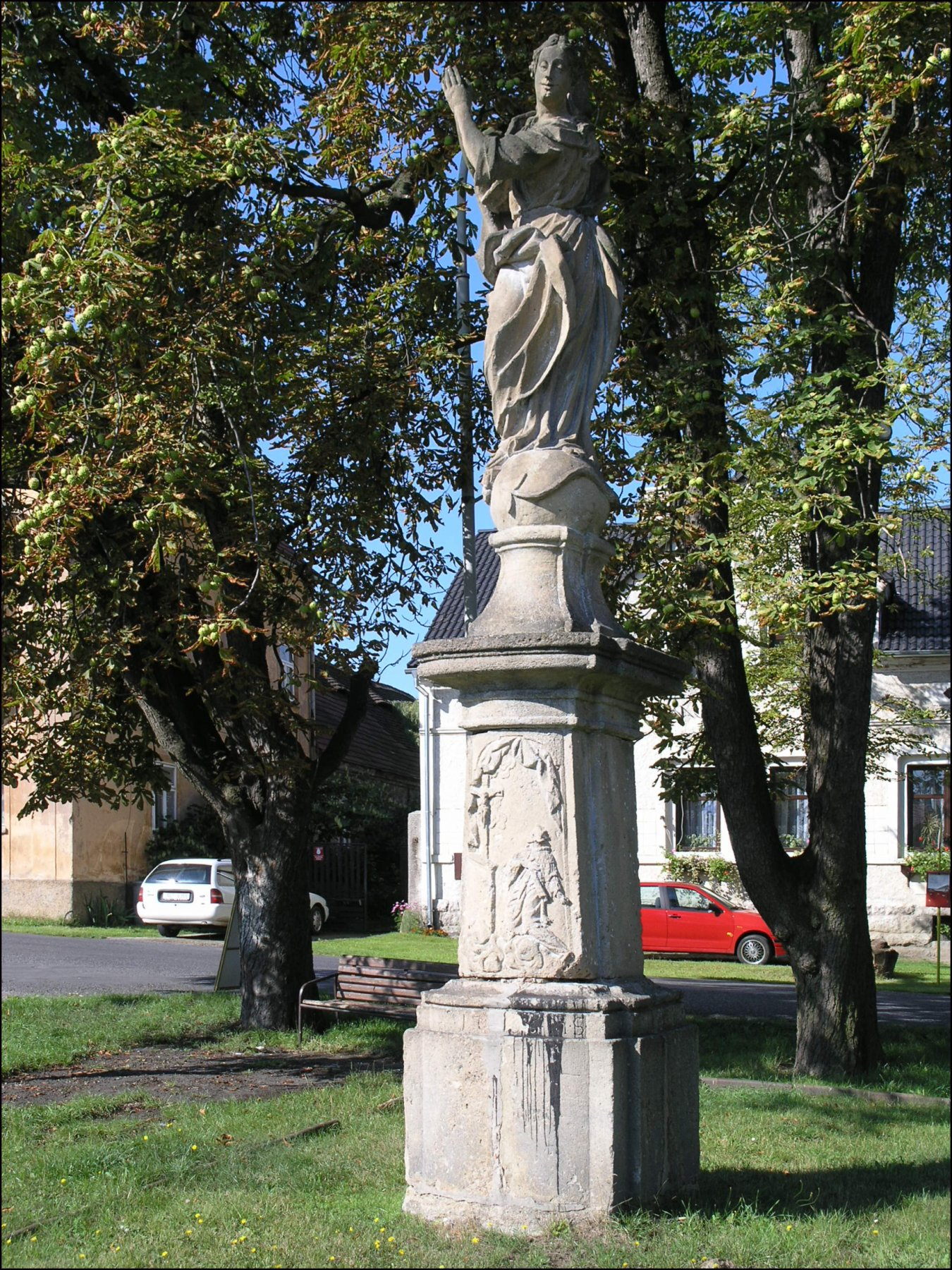
Statue der Hl. Immaculata

## Persönlichkeiten

### Söhne und Töchter
- Franz Simandl (1840–1912), Kontrabassist und Musikpädagoge